# 제주국제공항
제주국제공항(濟州國際空港)은 대한민국 제주특별자치도 제주시 공항로 2 (용담동)에 위치한 국제공항이다.

## 역사
1940년대에 일본이 태평양 전쟁을 일으키면서 만들었던 활주로를 공항으로 활용하여 1948년 5월에 민간항공기가 취항하기 시작하였으며, 1958년 1월에 정부의 공식 인가를 받아 제주비행장으로 정식 설립되었다. 한·일 항공 협정이 체결된 후 제주 ~ 오사카 간 항로가 신설에 따라 1968년 4월 26일에 국제공항으로 승격되었다.
1979년부터 1983년까지 공항을 확장하였으며, 1983년에는 현재의 청사가 완공되었다. 늘어나는 여객을 처리하기 위하여 1991년부터 1992년까지 여객터미널을 확장하였다. 2000년 8월에 화물터미널이 신축되어 연간 32만 톤 처리가 가능하게 되었으며, 2002년 12월에 국내 최초로 내국인이 이용할 수 있는 면세점이 개장되었다. 적정처리 능력을 초과한 이용객을 수용하기 위하여 2006년 10월 17일에 단기 공항확장 정책의 일환으로 기존 여객터미널 우측에 신 탑승동을 건설하여 개관하였으며, 2007년 5월부터 5년 동안 확장공사와 기존 청사의 리모델링으로 2012년 7월에 여객처리능력이 2,547만명으로 늘어났고, 추가 증축 및 리모델링으로 2019년에는 3,170만명으로 늘었다.
제주국제공항은 2003년에 연간 이용객이 1천만 명을 넘어섰으며, 2009년에는 김포국제공항을 제치고 대한민국에서 국내선 이용객 수 1위 공항이 되었으며, 2011년에 이용객 수 기준으로 전 세계 85위를 기록하였다. 2013년에는 연간 이용객이 2천만 명을 돌파하여 총 이용객 수에서도 김포국제공항을 앞질렀다.

## 시설 규모
- 여객터미널은 연간 3,170만명(국내선 2,790만명, 국제선 380만명)의 여객을 처리할 수 있다. 여객터미널의 연간 이용객 처리 능력 면에서 인천(7,700만명)과 김포(3,500만명)에 이어 대한민국 3위 공항이다.
- 동-서로 길이 3,180m의 활주로(07/25) 1본과 남-북으로 길이 1,910m의 활주로 1본이 교차 설치되어 있으며, 연간 항공기 처리능력은 18만 회(시간당 35회)다.[9]
- 384,458 m² 면적의 계류장에는 에어버스 A300-600R급 항공기 31대와 경항공기 3대가 동시에 주기할 수 있다.
- 항행안전시설 : 계기착륙시설(ILS), 무선표지(TVOR/DME), 항공등화, RVR(시정자동측정장치)
- 공항등급 : CAT-II (착륙가능 활주로 가시범위 300m 이상)

## 신공항 계획
제주국제공항은 인천국제공항을 빼면 여객 수와 운항 편수 모두 대한민국에서 가장 많은 공항이지만 사실상 1개의 활주로(07/25)로 운영되고 있어서 시설 운영에 제약이 많으며, 폭설 등 비상 상황에 대처하는데 구조적인 한계가 있다. 이 때문에 2010년대에 들어서 공항의 확장(07L/25R 활주로 증설)과 신공항 건설 여부를 두고 논의가 본격화되었다.
2015년 11월 10일에 박근혜 정부와 당시 원희룡 제주특별자치도지사는 제주도의 동부에 위치한 성산읍 온평리와 신산리 일대에 제2공항을 짓겠다고 발표하였다.

### 논란
신공항 계획의 전격적인 공표 방식은 공항 예정 부지의 땅값 상승과 부동산 투기를 막아 토지 보상 비용을 줄이기 위한 것이었으나 주민들의 이해를 구하려는 노력과 이를 뒷받침할 대체지 마련의 준비 없이 이루어져 해당 지역 주민들의 강한 반발을 불렀다. 제주도에서는 2010년에 외국인 투자이민제가 시행된 후 부동산 가격이 폭등했기 때문에 공항 예정지 주민들에 대한 집단 이주 대책과 대체지 제공은 주민 설득을 위한 상식적 선결 조건인데도 제시되지 않았다.
무엇보다 신공항 건설 · 입지 결정의 근거인 연구 용역이 공정성과 객관적 타당성에 적지 않은 문제와 허점을 드러내 신뢰에 금이 갔다. 연구 용역 책임자가 제2공항 건설 부지 중 하나로 검토된 정석비행장을 소유한 한진그룹이 지배하는 한국항공대학교 교수라는 점에서 공정성을 의심받았으며, 신공항보다 먼저 자세히 검토되었어야 할 제주공항 확장 검토는 용역보고서(총 321 페이지)에서 고작 2 페이지에 불과하였으며, 정석비행장의 안개일수와 오름 절취 여부에 관해서도 논리적인 설득을 하지 못하였으며, 군사기지(군-민 공용) 전용이 검토된 것까지 확인돼 갈등이 격화되었다.

## 운항 노선

### 국제선
| 항공사               | 목적지                                                                       |
| -------------------- | ---------------------------------------------------------------------------- |
| 대한항공             | 도쿄(나리타), 베이징(수도)                                                   |
| 이스타항공           | 상하이(푸둥), 타이베이(타오위안)                                             |
| 제주항공             | 베이징(다싱), 베이징(수도), 시안, 홍콩(첵랍콕), 후쿠오카                     |
| 진에어               | 상하이(푸둥), 시안                                                           |
| 티웨이항공           | 나고야(주부), 도쿄(나리타), 오사카(간사이), 타이베이(타오위안), 홍콩(첵랍콕) |
| 중국국제항공         | 베이징(수도)                                                                 |
| 중국남방항공         | 다롄, 창춘, 하얼빈                                                           |
| 중국동방항공         | 상하이(푸둥)                                                                 |
| 동하이 항공          | 난통                                                                         |
| 룽에어               | 닝보, 항저우                                                                 |
| 샤먼항공             | 푸저우                                                                       |
| 선전항공             | 선전                                                                         |
| 준야오 항공          | 베이징(다싱), 난징, 상하이(푸둥)                                             |
| 춘추항공             | 베이징(다싱), 광저우, 난징, 닝보, 상하이(푸둥), 선양, 톈진, 항저우           |
| 홍콩 익스프레스 항공 | 홍콩(첵랍콕)                                                                 |
| 타이거 항공 타이완   | 타이베이(타오위안)                                                           |
| 스쿠트               | 싱가포르                                                                     |
| 필리핀 항공          | 계절편: 마닐라                                                               |
| 로얄 에어 필리핀     | 마닐라                                                                       |

### 국내선
| 항공사       | 목적지                                                               |
| ------------ | -------------------------------------------------------------------- |
| 대한항공     | 서울(김포), 광주, 대구, 부산, 사천, 여수, 울산, 청주                 |
| 아시아나항공 | 서울(김포), 광주, 대구, 여수, 청주                                   |
| 에어로케이   | 청주                                                                 |
| 에어부산     | 서울(김포), 부산, 울산                                               |
| 에어서울     | 서울(김포)                                                           |
| 이스타항공   | 서울(김포), 군산, 청주                                               |
| 제주항공     | 서울(김포), 광주, 대구, 무안, 부산, 여수, 청주                       |
| 진에어       | 서울(김포), 광주, 군산, 대구, 무안, 부산, 여수, 울산, 원주, 포항경주 |
| 티웨이항공   | 서울(김포), 광주, 대구, 부산, 청주                                   |

## 관련 통계
- 이 자료는 한국공항공사 항공통계를[41] 항목 별로 정리한 것이다.
- 한국공항공사는 항공통계에 에어택시의 실적을 포함시키지 않는다. 따라서 울산공항에 취항하였던 이스트아시아에어라인과 사천공항에 부정기로 취항하였던 코리아 익스프레스 에어의 실적은 제외된 수치다.

## 이용객 추이

### 전체
| 연도       | 1997년     | 1998년     | 1999년     | 2000년     | 2001년     | 2002년     | 2003년     | 2004년     | 2005년     | 2006년     |
| ---------- | ---------- | ---------- | ---------- | ---------- | ---------- | ---------- | ---------- | ---------- | ---------- | ---------- |
| 운항(편수) | 63,134     | 50,979     | 49,978     | 55,675     | 60,597     | 68,681     | 77,069     | 76,075     | 73,556     | 78,611     |
| 여객 (명)  | 9,819,129  | 7,469,980  | 8,242,134  | 9,125,939  | 9,320,337  | 9,939,700  | 10,802,989 | 11,104,341 | 11,354,925 | 12,109,836 |
|            | 2007년     | 2008년     | 2009년     | 2010년     | 2011년     | 2012년     | 2013년     | 2014년     | 2015년     | 2016년     |
| 운항(편수) | 93,073     | 95,671     | 99,323     | 103,426    | 112,696    | 120,698    | 130,454    | 145,533    | 158,691    | 172,743    |
| 여객 (명)  | 12,296,426 | 12,448,084 | 13,643,366 | 15,724,360 | 17,201,878 | 18,443,047 | 20,055,238 | 23,197,796 | 26,237,562 | 29,707,364 |
|            | 2017년     | 2018년     | 2019년     | 2020년     | 2021년     | 2022년     | 2023년     | 2024년     |            |            |
| 운항(편수) | 167,280    | 168,331    | 175,366    | 138,256    | 160,230    | 169,624    | 167,086    | 172,752    |            |            |
| 여객 (명)  | 29,604,363 | 29,455,305 | 31,316,394 | 21,054,696 | 25,802,550 | 29,703,662 | 29,096,271 | 29,619,606 |            |            |

- 2013년 이용객이 2천만 명을 넘어 김포국제공항을 제치고 총 이용객 수가 인천국제공항에 이어 대한민국 2위 공항이 되었다.
- 2014년 운항편수가 14만편을 넘어 김포국제공항(2012년 138,706편)의 운항편수를 앞질렀다.
- 2019년에는 이용객이 3천만 명을 넘었다.

### 국내선
| 연도       | 1997년     | 1998년     | 1999년     | 2000년     | 2001년     | 2002년     | 2003년     | 2004년     | 2005년     | 2006년     |
| ---------- | ---------- | ---------- | ---------- | ---------- | ---------- | ---------- | ---------- | ---------- | ---------- | ---------- |
| 운항(편수) | 60,755     | 48,550     | 47,699     | 53,225     | 57,688     | 65,996     | 74,234     | 72,026     | 68,463     | 70,549     |
| 여객 (명)  | 9,552,334  | 7,213,130  | 7,952,499  | 8,793,142  | 8,968,107  | 9,621,480  | 10,505,743 | 10,644,379 | 10,749,027 | 11,209,896 |
|            | 2007년     | 2008년     | 2009년     | 2010년     | 2011년     | 2012년     | 2013년     | 2014년     | 2015년     | 2016년     |
| 운항(편수) | 81,246     | 89,733     | 94,610     | 98,075     | 106,968    | 112,260    | 118,743    | 129,378    | 144,017    | 153,571    |
| 여객 (명)  | 11,031,811 | 11,704,899 | 13,017,275 | 15,010,737 | 16,482,948 | 17,357,551 | 18,492,770 | 20,940,279 | 24,243,711 | 26,965,479 |
|            | 2017년     | 2018년     | 2019년     | 2020년     | 2021년     | 2022년     | 2023년     | 2024년     |            |            |
| 운항(편수) | 157,545    | 155,772    | 157,830    | 136,047    | 160,142    | 168,977    | 158,952    | 156,533    |            |            |
| 여객 (명)  | 28,327,411 | 27,555,827 | 28,648,341 | 20,771,898 | 25,797,769 | 29,609,750 | 27,901,266 | 27,171,996 |            |            |

- 2009년 김포국제공항을 제치고 국내선 이용객 수 기준 1위 공항이 되었으며, 2008년부터 2017년까지 저비용 항공사의 성장과 2008년 세계 금융 위기의 여파에 따른 국내 여행 선호로 국내선 이용객이 급증하였다.
- 2014년 국내선 이용객이 2천만 명을 넘어섰다.

### 국제선
| 연도       | 1997년    | 1998년    | 1999년    | 2000년  | 2001년  | 2002년    | 2003년    | 2004년    | 2005년    | 2006년    |
| ---------- | --------- | --------- | --------- | ------- | ------- | --------- | --------- | --------- | --------- | --------- |
| 운항(편수) | 2,379     | 2,429     | 2,279     | 2,450   | 2,909   | 2,685     | 2,835     | 4,049     | 5,093     | 8,062     |
| 여객 (명)  | 266,785   | 256,850   | 289,635   | 332,797 | 352,230 | 318,220   | 297,246   | 459,962   | 605,898   | 899,940   |
|            | 2007년    | 2008년    | 2009년    | 2010년  | 2011년  | 2012년    | 2013년    | 2014년    | 2015년    | 2016년    |
| 운항(편수) | 11,827    | 5,938     | 4,713     | 5,351   | 5,728   | 8,438     | 11,711    | 16,155    | 14,674    | 19,172    |
| 여객 (명)  | 1,264,615 | 743,185   | 626,091   | 713,623 | 718,930 | 1,085,496 | 1,562,468 | 2,257,517 | 1,993,851 | 2,741,885 |
|            | 2017년    | 2018년    | 2019년    | 2020년  | 2021년  | 2022년    | 2023년    | 2024년    |           |           |
| 운항(편수) | 9,735     | 12,559    | 17,536    | 2,209   | 88      | 647       | 8,134     | 16,219    |           |           |
| 여객 (명)  | 1,276,952 | 1,899,478 | 2,668,053 | 282,798 | 4,781   | 93,912    | 1,195,005 | 2,447,610 |           |           |

- 2003년 말부터 2008년 초까지 중국 ~ 대만 간의 직항을 운항할 수 없었던 당시 상황에서 중화민국의 원동항공과 중국의 중국동방항공이 타이베이 ~ 상하이 간 환승공항으로 제주국제공항을 이용하면서 국제선 환승객이 크게 증가하였으며, 재래시장과 제주시티투어와 같은 기착지 관광형태가 인기를 누렸다.[42][43]
- 2007년에 국제선 운항 편수 1만1천 편과 여객수 126만 명을 넘었다.
- 2008년 5월 중화민국의 원동항공이 폐업하면서 대만 노선이 대폭 감소해 2009년에는 운항편수와 여객수가 2007년의 절반 수준으로 급감하였다. 당시 원동항공은 제주 ~ 타이베이 노선에 주 84편과 제주 ~ 가오슝 노선에 주 14편을 운영하고 있었다.[44]
- 2012년 국제선 여객이 100만명 대에 재진입하였다.
- 2014년 국제선 여객이 200만명을 돌파하였다.
- 2017년 중국의 사드 보복으로 인해 국제선 운항편수와 여객수가 2016년의 절반 수준으로 급감하였다.
- 2019년 국제선 여객이 200만명 대에 재진입하였다.

## 노선별 순위

### 국내선
| 순위 | 공항         | 여객(명)   | 운항(편수) | 항공사                                                                     |
| ---- | ------------ | ---------- | ---------- | -------------------------------------------------------------------------- |
| 1    | 김포국제공항 | 17,026,002 | 91,147     | 대한항공, 아시아나항공, 에어부산, 이스타항공, 제주항공, 진에어, 티웨이항공 |
| 2    | 김해국제공항 | 4,420,262  | 23,923     | 대한항공, 아시아나항공, 에어부산, 이스타항공, 제주항공, 진에어             |
| 3    | 청주국제공항 | 2,385,611  | 14,246     | 대한항공, 아시아나항공, 이스타항공, 제주항공, 진에어                       |
| 4    | 대구국제공항 | 1,938,043  | 11,418     | 대한항공, 아시아나항공, 에어부산, 제주항공, 티웨이항공                     |
| 5    | 광주공항     | 1,740,231  | 11,015     | 대한항공, 아시아나항공, 진에어, 티웨이항공                                 |
| 6    | 여수공항     | 236,137    | 1,841      | 대한항공, 아시아나항공                                                     |
| 7    | 군산공항     | 225,797    | 1,420      | 대한항공, 이스타항공                                                       |
| 8    | 무안국제공항 | 141,067    | 860        | 티웨이항공                                                                 |
| 9    | 원주공항     | 81,560     | 705        | 대한항공                                                                   |
| 10   | 사천공항     | 57,718     | 444        | 대한항공, 아시아나항공                                                     |
| 11   | 울산공항     | 56,222     | 414        | 대한항공                                                                   |
| 12   | 인천국제공항 | 18,761     | 111        | 대한항공, 아시아나항공, 에어부산, 이스타항공, 제주항공, 진에어, 티웨이항공 |

- 제주 ~ 김포 노선은 세계에서 가장 붐비는 노선 가운데 하나다.[45] 2012년 5월에 영국의 이코노미스트는 이 노선을 2011년 세계 1위의 구간 (여객 수 기준, 990만명)으로 선정하였다.[46] 2013년에는 세계 여행산업 관련 IT업체인 '아마데우스 IT 그룹'이 2012년 세계 1위 구간 (환승 승객 제외한 여객 수 기준, 1,015만명)으로 선정하였다.[47]
- 제주 ~ 인천 사이에는 정기 노선이 없다. 인천국제공항에 관한 통계는 대부분 커퓨 타임(야간운항통제 시간)에 걸려 원래의 도착지에 착륙하지 못한 여객기가 인천국제공항에 대체 착륙한 경우에 해당한다.

### 국제선
| 순위 | 공항               | 여객(명) | 운항(편수) | 항공사                                                                            |
| ---- | ------------------ | -------- | ---------- | --------------------------------------------------------------------------------- |
| 1    | 상하이(푸동)       | 446,807  | 3,252      | 준야오항공, 중국동방항공, 진에어, 춘추항공                                        |
| 2    | 홍콩(첵랍콕)       | 117,683  | 776        | 캐세이 드래곤 항공, 홍콩 익스프레스 항공                                          |
| 3    | 오사카(간사이)     | 97,805   | 787        | 대한항공, 티웨이항공                                                              |
| 4    | 항저우             | 85,538   | 607        | 베이징 캐피탈 항공, 오케이항공, 중국국제항공, 중국동방항공, 춘추항공, 하이난 항공 |
| 5    | 베이징(수도)       | 72,900   | 708        | 대한항공, 중국국제항공                                                            |
| 6    | 톈진               | 67,643   | 465        | 오케이항공, 춘추항공, 톈진항공                                                    |
| 7    | 도쿄(나리타)       | 54,154   | 433        | 대한항공, 티웨이항공                                                              |
| 8    | 선양               | 47,415   | 380        | 중국남방항공, 춘추항공                                                            |
| 9    | 타이베이(타오위안) | 40,835   | 288        | 제주항공, 타이거 항공 타이완                                                      |
| 10   | 닝보               | 36,797   | 297        | 오케이항공, 중국동방항공, 춘추항공                                                |
| 11   | 난징               | 21,285   | 154        | 오케이항공, 준야오항공, 중국동방항공                                              |
| 12   | 방콕(수완나품)     | 14,532   | 89         | 이스타항공, 진에어                                                                |
| 13   | 난창               | 13,519   | 92         | 럭키 에어, 중국동방항공                                                           |
| 14   | 마카오             | 11,942   | 128        | 에어 마카오, 진에어                                                               |
| 15   | 창사               | 10,204   | 62         | 오케이항공                                                                        |
| 16   | 하얼빈             | 10,099   | 62         | 춘추항공                                                                          |
| 17   | 양저우             | 10,045   | 84         | 춘추항공                                                                          |
| 18   | 취안저우           | 9,989    | 62         | 이스타항공                                                                        |
| 19   | 스자좡             | 9,684    | 120        | 춘추항공                                                                          |
| 20   | 우한               | 9,015    | 214        | 중국남방항공, 중국동방항공                                                        |
| 21   | 선전               | 8,652    | 86         | 선전 항공, 중국남방항공                                                           |
| 22   | 마닐라             | 7,637    | 62         | 제주항공, 팬퍼시픽 항공                                                           |
| 23   | 난퉁               | 6,671    | 84         | 선전 항공                                                                         |
| 24   | 쿠알라룸푸르       | 6,355    | 23         | 에어아시아 X                                                                      |
| 25   | 시안               | 5,833    | 40         | 진에어                                                                            |
| 26   | 푸저우             | 5,031    | 52         | 샤먼 항공                                                                         |
| 27   | 샤먼               | 4,455    | 54         | 샤먼 항공                                                                         |
| 28   | 정저우             | 4,339    | 42         | 중국남방항공                                                                      |
| 29   | 창춘               | 4,335    | 44         | 중국남방항공                                                                      |
| 30   | 호치민             | 4,306    | 38         | 비엣제트 항공, 제트스타 퍼시픽 항공                                               |
| 31   | 하노이             | 3,991    | 26         | 비엣제트 항공, 제주항공, 제트스타 퍼시픽 항공, 진에어                             |
| 32   | 다롄               | 2,924    | 42         | 중국남방항공                                                                      |
| 33   | 청두               | 1,813    | 144        | 중국동방항공                                                                      |
| 34   | 사이판             | 1,663    | 35         | 제주항공                                                                          |
| 35   | 울란바토르         | 1,598    | 12         | MIAT 몽골 항공                                                                    |
| 36   | 우루무치           | 1,517    | 63         | 춘추항공                                                                          |
| 37   | 후쿠오카           | 1,386    | 8          | 진에어, 티웨이항공                                                                |
| 38   | 이바라키           | 1,372    | 8          | 진에어                                                                            |
| 39   | 비엔티안           | 1,294    | 8          | 진에어                                                                            |
| 40   | 블라디보스토크     | 1,257    | 13         | 야쿠티아 항공                                                                     |
| 41   | 나고야             | 1,082    | 8          | 티웨이항공                                                                        |
| 42   | 다낭               | 1,036    | 6          | 진에어, 티웨이항공                                                                |

## 국제선 국가별 순위
| 순위 | 국가       | 운항 편수 | 이용 여객수 |
| ---- | ---------- | --------- | ----------- |
| 1    | 중국       | 7,296     | 901,502     |
| 2    | 일본       | 1,273     | 159,784     |
| 3    | 홍콩       | 776       | 117,683     |
| 4    | 대만       | 288       | 40,835      |
| 5    | 타이       | 89        | 14,532      |
| 6    | 마카오     | 128       | 11,942      |
| 7    | 베트남     | 70        | 9,333       |
| 8    | 필리핀     | 67        | 8,124       |
| 9    | 말레이시아 | 23        | 6,355       |
| 10   | 러시아     | 20        | 1,929       |

## 항공사 순위
| 순위 | 항공사명             | 국내선 승객수 | 국제선 승객수 | 합계      | %      |
| ---- | -------------------- | ------------- | ------------- | --------- | ------ |
| 1    | 대한항공             | 5,233,177     | 215,345       | 5,448,522 | 20.77% |
| 2    | 아시아나항공         | 4,679,896     | 1,007         | 4,680,903 | 17.84% |
| 3    | 제주항공             | 4,255,339     | 1,477         | 4,256,816 | 16.22% |
| 4    | 진에어               | 3,302,462     | 131,784       | 3,434,246 | 13.09% |
| 5    | 티웨이항공           | 2,602,825     | 37,351        | 2,640,176 | 10.06% |
| 6    | 이스타항공           | 2,086,576     | 92,143        | 2,178,719 | 8.30%  |
| 7    | 에어부산             | 2,083,436     |               | 2,083,436 | 7.94%  |
| 8    | 춘추항공             |               | 415,311       | 415,311   | 1.58%  |
| 9    | 중국동방항공         |               | 377,424       | 377,424   | 1.44%  |
| 10   | 중국남방항공         |               | 175,792       | 175,792   | 0.67%  |
| 11   | 오케이항공           |               | 137,283       | 137,283   | 0.52%  |
| 12   | 준야오항공           |               | 92,144        | 92,144    | 0.35%  |
| 13   | 샤먼항공             |               | 77,218        | 77,218    | 0.29%  |
| 14   | 톈진항공             |               | 43,840        | 43,840    | 0.17%  |
| 15   | 캐세이 드래곤 항공   |               | 37,324        | 37,324    | 0.14%  |
| 16   | 베이징 캐피탈 항공   |               | 35,839        | 35,839    | 0.14%  |
| 17   | 중국국제항공         |               | 34,392        | 34,392    | 0.13%  |
| 18   | 부흥항공             |               | 27,076        | 27,076    | 0.10%  |
| 19   | 쓰촨항공             |               | 21,326        | 21,326    | 0.08%  |
| 20   | 에어 마카오          |               | 14,754        | 14,754    | 0.06%  |
| 21   | 홍콩 익스프레스 항공 |               | 10,967        | 10,967    | 0.04%  |
| 22   | 럭키 에어            |               | 6,865         | 6,865     | 0.03%  |
| 23   | 필리핀 항공          |               | 2,456         | 2,456     | 0.01%  |
| 24   | MIAT 몽골 항공       |               | 2,166         | 2,166     | 0.01%  |
| 25   | 비엣제트 항공        |               | 1,495         | 1,495     | 0.00%  |
| 26   | 베트남 항공          |               | 904           | 904       | 0.00%  |
| 27   | 에어아시아 제스트    |               | 168           | 168       | 0.00%  |

## 국제선 활성화 대책
제주국제공항은 정기 국제선 확충을 위해 2011년 11월 10일 7개 항공사와 함께 '제주 국제 항공노선 활성화 추진협의회'를 개최하였다. 이 회의에서 신규 정기 국제선을 운영하는 항공사에 대해 기준 탑승률(잠정 62%)을 미달하는 경우 손실 보전금 지원하는 방안을 논의하였다. 이에 앞서 6월에는 '제주특별자치도 국제항공노선과 국제해상여객 운송 확충 지원 조례'가 공표되었다.
2012년 12월 20일 통과한 '제주특별자치도 국제항공노선과 국제 해상여객운송 노선 확충 지원 조례 개정안'에 따르면 국제선의 신규 취항 뿐 아니라 6개월 이상 증편하는 경우에도 지원 대상에 포함하도록 하였다. 아울러 지원 기준도 기존의 '평균 탑승률'에서 증편되는 항공기에 한해 '편당 탑승률'로 개정하기로 하였다.
제주국제공항은 1998년 9월부터 3·4단계 항공자유권을 보장하는 일방 항공자유화를 선언한 자유공항(free airport)이다. 이에 외국국적의 항공사의 취항이 자유로워 국제선 직항노선의 확대를 유도해왔다. 그러나 외국항공사의 취항은 자유로운 반면 국내 국적의 항공사는 취항에 제약이 있는 것을 이용한 중화인민공화국의 자국 기업 보호 정책으로 불이익을 받는 사례가 있다는 우려가 제기되고 있다.

## 같이 보기
- 대한민국의 공항